# Frickson Erazo
Artikeln följer den spanska namnseden; faderns efternamn är Erazo och moderns efternamn Vivero.
Frickson Rafael Erazo Vivero, född 5 maj 1988 i Esmeraldas, är en ecuadoriansk fotbollsspelare (försvarare) som spelar för ecuadorianska Club 9 de Octubre. Han spelar även för Ecuadors landslag.

## Meriter
Barcelona SC
- Serie A (1): 2012

Flamengo
- Campeonato Carioca (1): 2014